# Lophichthys boschmai
Lophichthys boschmai (лат.) — вид лучепёрых рыб из монотипического рода Lophichthys, единственный представитель семейства лофихтиевых (Lophichthyidae). Видовое название дано в честь голландского зоолога и директора Национального музея естественной истории в Лейдене Хилбранда Бошмы.

## Описание
Горб на затылке отсутствует. Первый луч спинного плавника модифицирован в иллиций (длинная гибкая колючка на верхней поверхности головы, вершина которой видоизменена в эску (приманку). В спинном плавнике 12—13 мягких лучей, а анальном 9 мягких лучей. В грудном плавнике 7 лучей. На нёбной кости имеются зубы. Жаберные отверстия маленькие и расположены под основаниями грудных плавников. Максимальная длина тела 5,1 см.